# Staunings Ø
Staunings Ø er den ene af to store, langstrakte halvøer med lave klitter, der ligger som forvoksede revler i Køge Bugt  ved Jersie Strand, mellem Solrød Strand og Køge i Solrød Kommune.
Siden 1999 har området omkring  Staunings Ø og kystarealet Jersie Strand lige overfor den og småøer og Jersie Strandpark, i alt op imod 60 hektar været omfattet af  naturfredning, og er en del af  Natura 2000-område nr. 147 Ølsemagle Strand og Staunings Ø, og hele dette,  samt havet ud for, i alt ca. 7-800 hektar, er også beskyttet som natur- og vildtreservat.

## Beskrivelse af området
Selve Staunings Ø er en ca. 2 km lang halvø (barriereø), skabt af vandrende materiale i bugten, der lægger sig parallelt med kysten som en lang revle eller odde, og skaber en afskærmet lagunesø, som langsomt gror til med rørskov, og i det lange løb vil blive til sø, og senere mose, ligesom den fredede Karlstrup Mose lidt længere mod nord.
Mellem sandstrand og lagunesø løber en række lave klitter, både   med hjælme, marehalm og andre klitplanter, men også rynket rose, der arbejder målrettet på at dække alt.
Inde i land, mellem lagune og parcelhuse, løber en anden smal strimmel af fredningen med grussti og en del rørskov iblandet buskadser af rynket rose, Japansk Pileurt og andre, mere eller mindre indførte arter. En udmærket spadseretur med mulighed for at krydse lagunen på hele 3 broer.  Ved sydenden af fredningen løber Skensved Å ud.